# Jean-François Probst
Pour les articles homonymes, voir Probst.
Jean-François Probst, né le 8 mars 1949 à Paris et mort le 12 juin 2014 à Bayonne, est un homme politique français.

## Biographie

### Famille et études
Fils d'un banquier chez Lazard et d'une expert-comptable, Jean-François Probst est scolarisé dans un premier temps à Notre Dame de Sainte-Croix de Neuilly-sur-Seine, puis devient pensionnaire dans les Alpes, à Abondance, au collège Sainte-Croix des Neiges. Après son bac, il intègre l'Institut d'études politiques de Paris et la faculté de droit et de sciences économiques de l'université Paris II Panthéon-Assas.

### Carrière
En 1974, alors qu'il fait son service militaire à l'hôtel Matignon au service de presse du Premier ministre Pierre Messmer, Jean-François Probst fait la rencontre décisive de Jacques Chirac (alors ministre de l'Intérieur) et à la suite de la victoire de Valéry Giscard d'Estaing à l'élection présidentielle et de la nomination de Chirac comme Premier ministre, Probst devient chargé de mission au cabinet du chef du gouvernement. Aux côtés de Jacques Chirac, il participe aux élections cantonales de mars 1976 en Corrèze où il prend la direction du journal L'Essor du Limousin et la même année il aide Chirac à préparer sa démission du gouvernement et à la création du RPR. Il prend ensuite la direction du cabinet de Jérôme Monod (secrétaire général du parti gaulliste) de 1976 à 1978.  
En novembre 1978, Jean-François Probst songe à quitter Jacques Chirac à la suite de « l'appel de Cochin ». L'année suivante, il devient le conseiller du ministre des Affaires étrangères Jean François-Poncet et il gardera cette fonction jusqu'à la victoire de François Mitterrand en mai 1981. Pendant deux ans, il conseille le  président de la Lyonnaise des eaux jusqu'à sa nomination comme secrétaire général du groupe RPR au Sénat auprès de Charles Pasqua (président du groupe) en 1983. La même année, Jean-François Probst devient premier adjoint au maire chargé des finances de Bois-Colombes dans l'équipe d'Émile Tricon jusqu'au 14 novembre 1986 quand il est élu maire à la suite de la démission de Tricon. 
Maire de Bois-Colombes et conseiller régional d'Île de France (depuis 1986), Probst est membre du Comité central du RPR, fait partie du cercle fermé du maire de Paris (avec Charles Pasqua et Édouard Balladur) et participe activement à l'élection présidentielle de 1988 mais Jacques Chirac est battu par Mitterrand. En mars 1989, Jean-François Probst doit faire face à la candidature dissidente de l'UDF Roger Blinière (soutenu par Émile Tricon) lors des élections municipales à Bois-Colombes. Probst est en ballottage défavorable avec 33,19 % des voix contre Blinière qui est en tête avec 45,58 % et le candidat de la gauche Gallot fait 21,22 % des voix et lors du second tour Jean-François Probst est largement battu par Roger Blinière avec 32,26 % contre 47,20 % pour la liste dissidente et le PS fait 20,58 %. Le 2 février 1992, il démissionne de son poste de secrétaire général du groupe RPR et devient conseiller de Jean-Claude Decaux jusqu'à ce qu'il devienne chargé de mission de Michèle Alliot-Marie au ministère de la Jeunesse et des Sports en 1993. Mais il en est remercié en 1994 à la suite de critiques à l'égard du Premier ministre Édouard Balladur. Jacques Chirac le reprend à ses côtés comme conseiller à la mairie de Paris et Jean-François Probst joue un rôle dans sa victoire en 1995 et c'est tout naturellement qu'il devient ensuite conseiller d'Alain Juppé (Premier ministre) jusqu'en 1997. 
En 1998, il dirige la campagne pour la présidence du Sénat de Christian Poncelet qui est élu et en 1999, c'est la campagne de Michèle Alliot-Marie pour la présidence du RPR qu'il dirige. Par la suite, il conseille Jean Tiberi lors des élections municipales de 2001 à Paris. Fin 2000, il est exclu du parti par Michèle Alliot-Marie en raison de son soutien au maire de Paris. Éloigné ensuite de la vie politique, il devient consultant en communication. Il conseille des politiques français et étrangers. Sa dernière action politique fut son soutien à François Bayrou en 2012. Il meurt d'un infarctus le 12 juin 2014 à Bayonne. François Bayrou dira de lui après sa mort : « très original et très créatif avec une vaste expérience politique et qui avait beaucoup de distance et d'ironie à l'égard du monde politique ».

### Autres activités
Il a publié chaque semaine des articles sur le site satirique et d'informations politiques Bakchich et sous le pseudonyme « Prince Pokou » des chroniques sur les turpitudes de la Françafrique et des articles dans « Le plus » du Nouvel Obs. Il participe également à diverses émissions comme Les Grandes Gueules, ou Ce soir (ou jamais !). 
Jean-François Probst apparaissait régulièrement dans les reportages comme :
- Paris à tout prix, film de Yves Jeuland et Pascale Sauvage décrivant la campagne pour les municipales de 2001 à Paris[10] ;
- Chirac, documentaire de Patrick Rotman consacré à Jacques Chirac[11] ;
- Les Fauves, documentaire de Patrick Rotman et de Michaël Darmon consacré à l'affrontement entre Sarkozy et Villepin entre 1995 et 2012 ;
- Il était une fois dans l’ouest – le roman noir des Hauts-de-Seine, reportage de Jean-Charles Deniau.

## Détail des fonctions et des mandats
- 11 mars 1983 - 14 novembre 1986 : adjoint aux finances du maire de Bois-Colombes
- 16 mars 1986 - 22 mars 1992 : conseiller régional d'Île-de-France
- 14 novembre 1986 - 19 mars 1989 : maire de Bois-Colombes

## Ouvrages
- Chirac et dépendances, 2002, éditions Ramsay.
- Chirac, mon ami de trente ans, 2007, éditions Denoël
- Les Dames du Président, 2008, éditions du Rocher